# Chloé Wary
Chloé Wary est une auteure de bande dessinée française née en 1995 en banlieue parisienne.

## Biographie
Née en 1995 à Chilly-Mazarin, Chloé Wary grandit dans cette ville de l'Essonne et elle est diplômée en illustration du lycée technique d'arts appliqués Auguste Renoir, à Paris. Elle élabore un projet de fin d'études sur les droits des femmes en Arabie saoudite, dont celui de conduire un véhicule, qui est publié chez Steinkis en 2017 sous le titre Conduite interdite. L'auteure déclare avoir eu l'idée de cet ouvrage en lisant un livre de témoignages, Révolution sous le voile, de Clarence Rodriguez.
En 2018, Chloé Wary fait une résidence artistique à Mazé-Milon et y prépare une bande dessinée sur le football féminin ; elle est elle-même devenue joueuse pour mieux s'immerger dans le sujet,. L'ouvrage Saison des roses narre la lutte d'une équipe féminine pour sa survie,. Au festival d'Angoulême 2020, l'album remporte le prix du public,.
À la suite d'une commande de Insula Orchestra à la maison d’édition Steinkis, Chloé Wary illustre un dépliant sur la compositrice Louise Farrenc (1804-1875). Cette première rencontre avec la musique classique conduit à la réalisation de son troisième album, Beethov sur Seine.
En 2020, elle commence à développer Dream Team, un jeu de plateau inclusif, féministe et familial qui se déroule comme une partie de foot. Le jeu est édité par La Ville Brûle. 
En 2023, la municipalité de Champigny sur Marne lui commande une fresque murale de 23 mètres, le long d'un parking. Des jeunes de la ville collaborent avec elle au projet dans le cadre d'une « journée participative ».
En 2023, elle livre Rosigny Zoo.
En 2024, dans le cadre du festival international de la bande dessinée d'Angoulême, elle est l'une des 4 invités de l'exposition collective de création « Ligne(s) de départ », du 25 au 28 janvier, avec Lisa Blumen, Nina Lechartier et Jérémy Perrodeau,.

## Œuvres
- Conduite interdite[14], éd. Steinkis, mars 2017  (ISBN 978-2-368-46090-0)
- Saison des roses, éd. FLBLB, mai 2019  (ISBN 978-2-357-61176-4)
- Beethov sur Seine[15], éd. Steinkis, novembre 2020,  (ISBN 978-2-36846-360-4)
- Rosigny Zoo, Éditions FLBLB, 2023  (ISBN 9782357613478)

## Récompenses
- 2020 :

  - Prix du public du festival d'Angoulême pour Saison des roses[9],[16] ;
  - Prix Artémisia de l'émancipation pour Saison des roses[17] ;
  - Nomination pour le Prix Bédélys 2019 dans la catégorie des meilleures bandes dessinées hors Québec en langue française pour Saison des roses[18].